# Jakub Ciunajtis
Jakub Ciunajtis (ur. 6 sierpnia 1998 w Pasłęku) – polski siatkarz, grający na pozycji libero.
Jest wychowankiem AZS-u Olsztyn, gdzie w drużynie młodzieżowej rozpoczął przygodę z siatkówką grając w sezonie 2016/2017 w Młodej Lidze. Przez kolejne trzy sezony występował w drugoligowym AZS UWM Olsztyn II. W sezonie 2020/2021 zadebiutował w PlusLidze w barwach Akademików z Olsztyna.

## Sukcesy klubowe
Akademickie Mistrzostwa Polski:
- 2019[1]